# Szarcz
Szarcz – wieś w Polsce położona w województwie lubuskim, w powiecie międzyrzeckim, w gminie Pszczew, nad jez. Szarcz.

## Historia
Miejscowość pierwotnie związana była z Wielkopolską. Ma metrykę średniowieczną i istnieje co najmniej od końca XIII wieku. Wymieniona w dokumencie zapisanym po łacinie z 1288 "Sadce", 1411 "Szadecz", 1424 "Sadecz", 1475 "Sząndzyech", 1510 "Sandecz", 1553 "Sarcz", 1563 "Sardecz", 1564 "Szorcz, Sorcz", 1577 "Sardcz", 1580 "Sardz", 1637 "villa antiquitus Sandecz nunc vero Sarcz nuncupata", 1944 "Scharzig" .
Okolice miejscowości zasiedlone były znacznie wcześniej niż zachowane zapisy archiwalne. Na gruntach Pszczewa sąsiadujących z Szarczem, przy południowo-wschodnim brzegu jeziora, odkryto ślady osady produkującej żelazo z okresu wpływów rzymskich. Pierwszy zachowany zapis z 1288 mówi o tym, że biskup poznański Jan sprzedał Janowi zwanemu Lubinowo swoje wsie Pszczew i Szarcz w celu lokowania na prawie magdeburskim miasta Pszczew . 
Miejscowość wspominały historyczne dokumenty prawne, własnościowe i podatkowe. W 1411 kanonik kapituły katedralnej poznańskiej Miroszek z Bytynia, tenutariusz i oficjał pszczewski prowadził spór sądowy z Mikołajem Chycińskim z Chyciny koło Międzyrzecza o zabranie przez niego z Szarcza czterech kmieci. W 1469 miejscowość należała do powiatu poznańskiego Korony Królestwa Polskiego. W 1508 wieś należała do parafii Pszczew. W tym roku odnotowano pobranie podatku z miejscowości od 9 kwart roli po 3 grosze. W 1509 od 9 kwart oraz od sołtysa od 2 kwart. W 1510 od 9 kwart, a od sołtysa od połowy łana. W 1580 od 4,5 łana oraz od 4 zagrodników i jednego komornika. W 1564 Szarcz należał do klucza pszczewskiego biskupów poznańskich.  We wsi było 14 łanów, z czego 2 łany należały do sołtysa, 9 łanów było osiadłych, z których płacono po 18 groszy czynszu, jednią ćwiertnię owsa, 2 koguty, 15 jaj. Z trzech łanów opuszczonych płacono po 18 groszy czynszu, a sołtys dawał dwa floreny i 4 grosze. Karczmarz płacił od karczmy 18 groszy. W sumie dochód z Szarcza wynosił 6 grzywien 10 groszy, 9 ćwiertni owsa, 18 kogutów, 2 kopy jaj plus 15 jaj. Owies i koguty oddawano w ramach zwyczajowej opłaty zwanej "wiecne" .
W 1424 kanonik poznański, prepozyt głuszyński oraz oficjał i tenutariusz pszczewski Hektor Starszy z Koziemina z polecenia biskupa poznańskiego sprzedał 2 łany sołtysie we wsi biskupiej Szarcz kmieciowi z Gralewa Janowi zwanemu Gruczba, który wykupił je w ramach objęcia sołectwa. Nowy sołtys otrzymał łąkę Biskupice, która rozciągała się od dąbrowy Kęszy Dąb aż do lasu ciągnącego się do wsi Gorzycko, w którym było 50 drzew przeznaczonych na założenie barci. Do sołtysa należał także ostrów leżący między wsią Szarcz, a jeziorem o tej nazwie, aż do błota, które rozciągało się poza drogę we wsi Stołuń. Sołtys mógł osadzić jednego zagrodnika oraz posiadać potrzebne bydło i trzodę na swoje potrzeby. Otrzymał także prawo połowów w jeziorze Czarne przy pomocy średniej sieci zwanej "drgubica". Przysługiwała mu 1/3 opłat sądowych oraz zwyczajowa opłata "wiecne". W ramach obowiązków sołtys raz w roku, a kmiecie 2 razy w roku, miał dawać utrzymanie tenutariuszowi pszczewskiemu, gdy ten będzie odprawiał sądy w Szarczu. Kmiecie po upływie wolnizny mieli płacić czynsz tenutariuszom pszczewskim. W 1466 dokument ten na prośbę kolejnego sołtysa w Szarczu Mikołaja potwierdził i transumował biskup poznański Andrzej Bniński  .
W 1580 wieś duchowna Sardz, własność biskupa poznańskiego w kluczu Pszczew, położona była w powiecie poznańskim województwa poznańskiego w Rzeczypospolitej Obojga Narodów.
Po I rozbiorze Polski miejscowość znalazła się w zaborze pruskim. Po 1793 wieś skonfiskował pruski rząd i sprzedał. W XIX wieku miejscowość odnotowana została przez Słownik geograficzny Królestwa Polskiego pod nazwą "Szarcz", "Szorcz" oraz "Sardz", a także pod zgermanizowaną, urzędową nazwą "Scharzig". Odnotowano istnienie miejscowej szkoły. Wieś przynależała do okręgu pocztowego i parafii w Pszczewie.  Znajdowało się w niej 31 dymów czyli domów zamieszkanych przez 277 mieszkańców w tym 260 było wyznania katolickiego, a 17 protestantów. Wieś liczyła w sumie 1033 hektarów w tym 654 ziem uprawnych, 58 łąk, 192 lasu .
W Szarczu mieszkał i działał prezes koła Związku Polaków w Niemczech w Pszczewie, Kazimierz Kowalski, zwany też przez władze niemieckie "Królem Polaków", oraz Waleria Misiewicz, która prowadziła naukę języka polskiego dla polskich dzieci ze Stołunia, Szarcza, Zielomyśla i najbliższej okolicy. Z Szarcza pochodziła także Maria Misiewicz, żona Ludwika Wittchena, polskiego działacza narodowego i prezesa rady nadzorczej Banku Ludowego w Pszczewie.
W latach 1975–1998 miejscowość administracyjnie należała do województwa gorzowskiego.